# Enicospilus ranunculus
Enicospilus ranunculus är en stekelart som beskrevs av Chiu 1954. Enicospilus ranunculus ingår i släktet Enicospilus och familjen brokparasitsteklar. Inga underarter finns listade i Catalogue of Life.